# Erik Briand Clausen

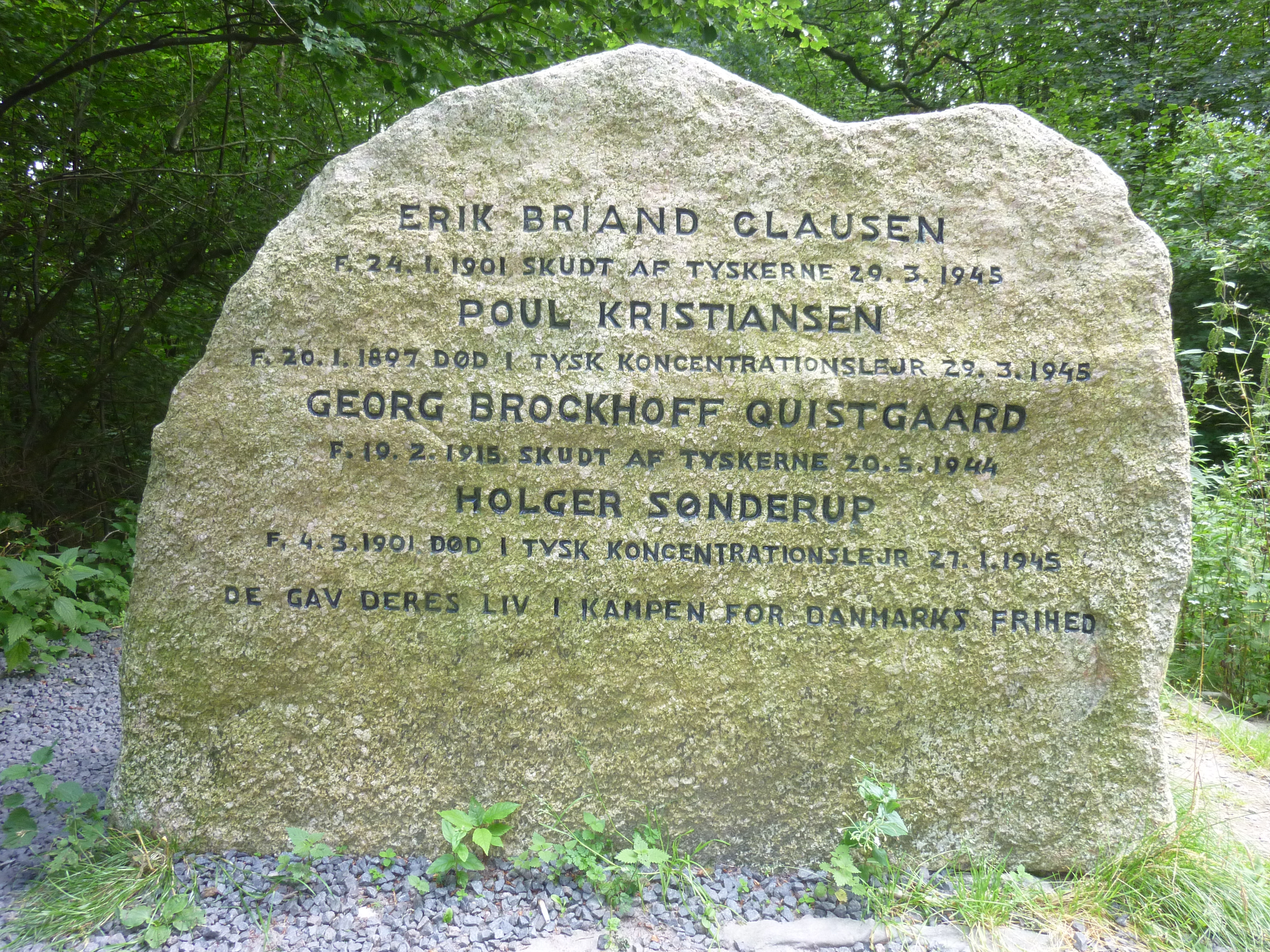
De herdenkingssteen bij Gyldenløves Høj

Erik Briand Clausen (24 januari 1901 – 29 maart 1945) was een Deens verzetsstrijder tijdens de Tweede Wereldoorlog.
Clausen, die van beroep agrariër was, nam als lid van de verzetsbeweging deel aan het verzamelen van wapens die door de geallieerden in het gebied rond Gyldenløves Høj werden gedropt. De Duitsers namen kennis van zijn activiteiten en arresteerden Clausen. Op 29 maart 1945 werd hij door de Duitsers geëxecuteerd.
Na de oorlog werd Clausen op 3 augustus 1945 herbegraven op de begraafplaats van Bispebjerg. Bij Gyldenløves Høj is ter nagedachtenis aan Erik Briand Clausen, samen met Georg Quistgaard, Holger Sønderup en Poul Kristiansen, een herdenkingssteen geplaatst.